# 룽게른역
룽게른역(Lungern)은 스위스 베른주 인터라켄과 루체른을 연결하는 첸트랄반 소유의 브뤼닉선에 있는 기차역이다. 역은 룽게른과 옵발덴주에 있다.

## 운행편
다음 서비스는 룽게른에서 정차한다.
- 인터레기오: 루체른-인터라켄 익스프레스 : 루체른과 인터라켄 동역 사이를 매시간 운행한다.